# Мисола, Аянна
Аянна Мисола (род. 12 января 2002, Филиппины) — филиппинская актриса, получившая признание за главные роли в фильме Дэррила Япа «Я хочу стать порнозвездой 2» (Трина) и в телесериале Романа Переса-младшего «Скандал» (Агата).

## Биография
Мисола родилась 12 января 2002 года на Филиппинах. По словам Аянны, она выросла в консервативной семье и исповедует буддизм. С детства мечтала стать актрисой.
Её актёрская карьера началась в 2018 году, когда на фотографии Мисолы в интернете обратил внимание кастинг-директор Джоджо Велосо, и она подписала контракт со студией Vivamax.  
Получила признание в родной стране в 2021 году. Популярность актрисе принесли скандальные и противоречивые роли в фильмах с обилием сцен сексуального толка, что создало ей неоднозначную репутацию.

## Фильмография

### Кино
| Год  | Название                       | Роль        | Примечание |
| ---- | ------------------------------ | ----------- | ---------- |
| 2021 | Я хочу стать порнозвездой 2    | Трина       | [ 7 ]      |
| 2022 | Здравствуй, папочка!           | Бет         | [ 7 ]      |
| 2022 | Псих                           | Сапа        | [ 7 ]      |
| 2022 | Меню                           | Дженни      | [ 12 ]     |
| 2022 | Женщина, которая потеряла себя | Альбина     |            |
| 2022 | Була                           | Мэлди       | [ 13 ]     |
| 2022 | Порыв                          | Стелла Круз |            |
| 2023 | Искусственная молодость        | Кэрри       |            |

### Телевидение
| Год  | Название         | Роль         | Эпизоды | Примечание |
| ---- | ---------------- | ------------ | ------- | ---------- |
| 2022 | L                | Луиза        | 1       | [ 7 ]      |
| 2022 | Скандал          | Агата        | 9       | [ 7 ]      |
| 2022 | Тайны нимфоманки | Ханна Андаль | 8       |            |